# Партия социализма и свободы
Партия социализма и свободы (PSOL — порт. Partido Socialismo e Liberdade) — радикальная левая политическая партия Бразилии, объединяющая различные антикапиталистические течения, стоящие на принципах революционного, демократического или либертарного социализма. Многие из них имеют троцкистскую направленность и происхождение, включая сразу несколько секций Воссоединённого Четвёртого интернационала, а также ряда меньших интернационалов. В ноябре 2024 года партия насчитывала 293 857 членов.

## История
Образована в 2004 году по инициативе нескольких бывших членов Партии трудящихся (Элоиза Элена, Лусиана Женру, Баба, Жуан Фонтеш), исключённых из неё после их голосования против предложенной правительством ПТ неолиберальной пенсионной реформы.
В учреждении PSOL участвовали марксистские (преимущественно троцкистские) и левохристианские активисты, покинувшие ПТ из-за её отхода от изначальных левых позиций. Партия получила поддержку радикальных деятелей рабочего и крестьянского движений, разочаровавшихся в политике ПТ, а также ряда левых интеллектуалов, таких как социолог и философ-марксист Михаэль Леви, ветеран борьбы с диктатурой и за земельную реформу Плиниу ди Арруда Сампайо, географ Азиз Аб’Сабер, биолог Роберто Леер (ректор Федерального университета Рио-де-Жанейро с 2015 года), историк Шику Аленкар, социолог Франсишку де Оливейра, журналист Милтон Темер, ЛГБТ-активист Жан Виллис, музыкант Марселу Юка, философы Владимир Сафатл, Леандру Кондер, Карлуш Кутиньо и Паулу Арантеш.
Собрав 438 000 подписей за регистрацию, Партия социализма и свободы была утверждена в 2005 году как 29-я официально зарегистрированная партия под избирательным номером 50.
В выборах 2006 года принимала участие в составе коалиции «Левый фронт» с другой троцкистской силой, Объединённой социалистической рабочей партией, и Бразильской коммунистической партией. Было избрано три депутата от PSOL, а кандидат фронта в президенты — лидер PSOL Элоиза Элена (ранее возглавлявшая одну из секций Воссоединённого Четвёртого интернационала в составе ПТ, «Социалистическую демократию») — заняла третье место после Луиса Инасиу Лулы да Силвы от ПТ и кандидата от правоцентристов Жералду Алкмина, получив 6,6 миллионов (почти 6,9 %) голосов. В новом парламенте Партия социализма и свободы была единственной, голосовавшей против повышения окладов парламентариям почти в два раза.
На следующих президентских выборах 2010 и 2014 годов PSOL показала более скромные результаты — 0,9 % и 1,6 % соответственно за её кандидатов Плиниу ди Арруда Сампайо и Лусиану Женру (последнюю поддержал ряд видных бразильских интеллектуалов и международная поп-звезда Джессика Сатта). Зато на парламентских выборах 2014 года смогла провести 5 представителей в Палату депутатов Бразилии (Шику Аленкар, Глаубер Брага, Иван Валенте, Жан Виллис, Эдмилсон Родригес), к которым впоследствии присоединилась двое депутатов, покинувших Социалистическую партию Бразилии — Глаубер Брага в 2015 году и Луиза Эрундина в 2016.

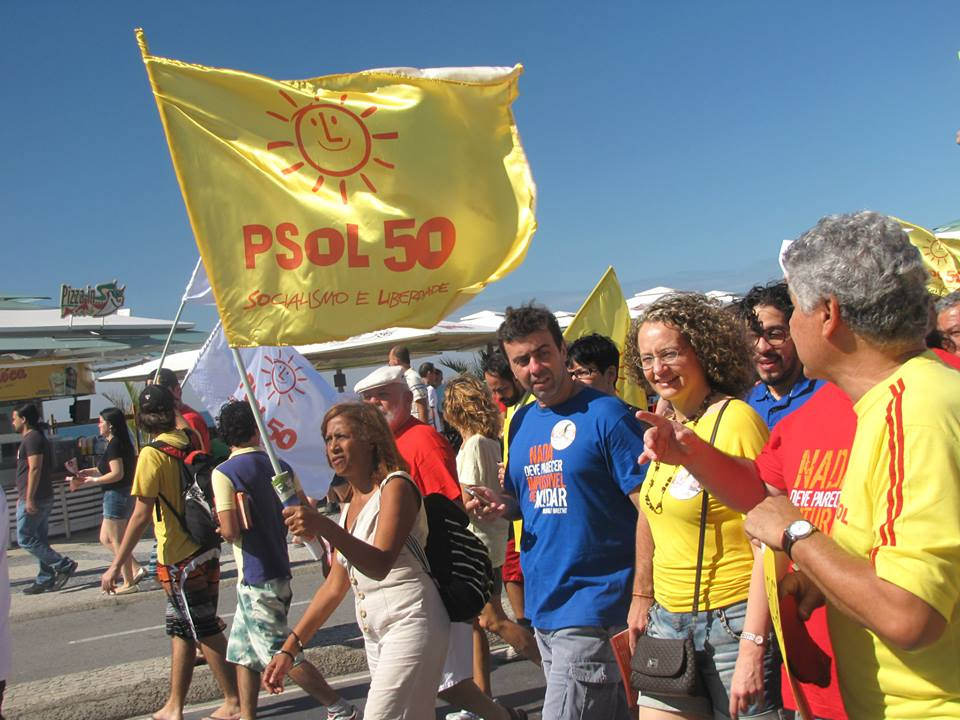
Марш под знамёнами Партии социализма и свободы в 2014 году

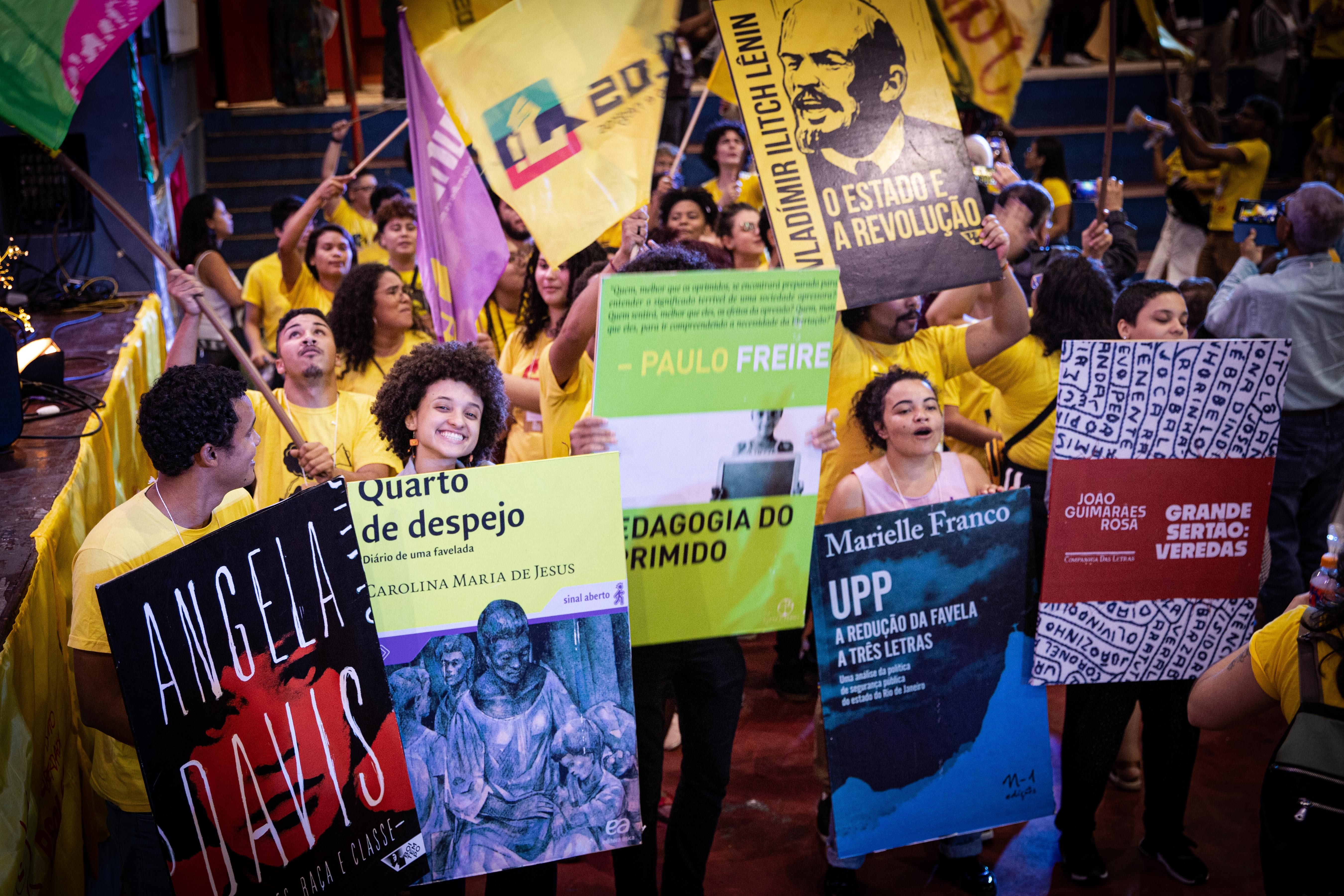
Активисты PSOL несут плакаты с изображениями обложек книг Анджелы Дэвис, Каролины Марии ди Жесус, Паулу Фрейре, Мариэль Франку, В. И. Ленина, Ж. Розы Гимарайнса

Свои лучшие показатели партия получила на местных выборах 2012 года, когда представитель PSOL был избран мэром города Макапа, а списки партии заняли второе место в Белене и Рио-де-Жанейро (где от неё избирались Элиумар Коэльо и Марселу Фрейшу).
Бывший партийный лидер Элоиза Элена покинула партию в 2013 году и затем перешла в новую политическую силу экологистки Марины Силвы «Сеть за устойчивое развитие». Партия социализма и свободы, критиковавшая правительства Лулы и Дилмы Русеф слева, выступила против избирательности антикоррупционных атак на Партию трудящихся, голосовала против импичмента Дилме Русеф и добилась аналогичного преследования инициатора импичмента — спикера нижней палаты парламента Эдуарду Куньи, непосредственно замешанного в коррупционном скандале.
Резонансное убийство депутата городского совета Рио-де-Жанейро от Партии социализма и свободы Мариэль Франку, занимавшейся защитой прав жителей фавел, женщин и ЛГБТ, в марте 2018 года вызвало массовые протесты по всей стране.
На всеобщих выборах 2018 года PSOL получила 2783669 (2,8 %) голосов на выборах в Палату депутатов, удвоив её представительство до 10 депутатских мест. Кандидат партии, активист Движения безземельных трудящихся Гильерме Булос, выдвигавшийся в президенты в тандеме с представительницей движений в защиту коренных народов и окружающей среды Соней Гуажажара, занял десятое место в первом туре с 617 122 голосами (0,58 %).
Тот же Гильерме Булос (в тандеме с бывшей градоначальницей Луизой Эрундиной) на местных выборах 2020 года вышел во второй тур в борьбе за кресло мэра Сан-Паулу, получив там те же 40,6 % голосов, что и его однопартиец Марселу Фрейшу на предыдущих выборах (в 2016 году) мэра Рио-де-Жанейро. По итогам выборов PSOL стала одной из сильнейших партий в нескольких крупнейших городах: Порту-Алегри, Сан-Паулу, Рио-де-Жанейро. Её кандидат Эдмилсон Родригес, некогда уже занимавший эту должность от Партии трудящихся, занял кресло мэра Белена.
PSOL часто сотрудничает с рядом мелких коммунистических групп. В 2022 года она создала с экологической партией «Сеть за устойчивое развитие», в рядах которой немало бывших членов PSOL вроде Элоизы Элены, электоральную и парламентскую Федерацию PSOL REDE (Federação PSOL REDE). У партии 13 депутатов федерального парламента, в том числе Селия Шакриаба, Шику Аленкар, Глаубер Брага, Талирия Петроне, Фернанда Мелкионна, пастор Энрики Виейра, Тарсисиу Мотта, Эрика Хилтон, Луиза Эрундина, Самия Бонфин, Лусиени Кавалканти, Иван Валенте, Гильерме Булос. Соня Гуажажара с 2023 года стала министром по делам коренных народов Бразилии при третьем президентстве Лулы, чью кандидатуру PSOL критически поддержала на президентских выборах 2022 года.

## Некоторые внутренние течения
- Левый блок:

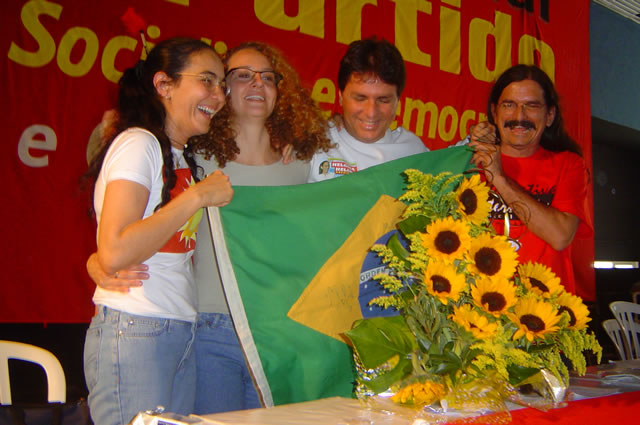
Основатели Партии социализма и свободы в 2004 году

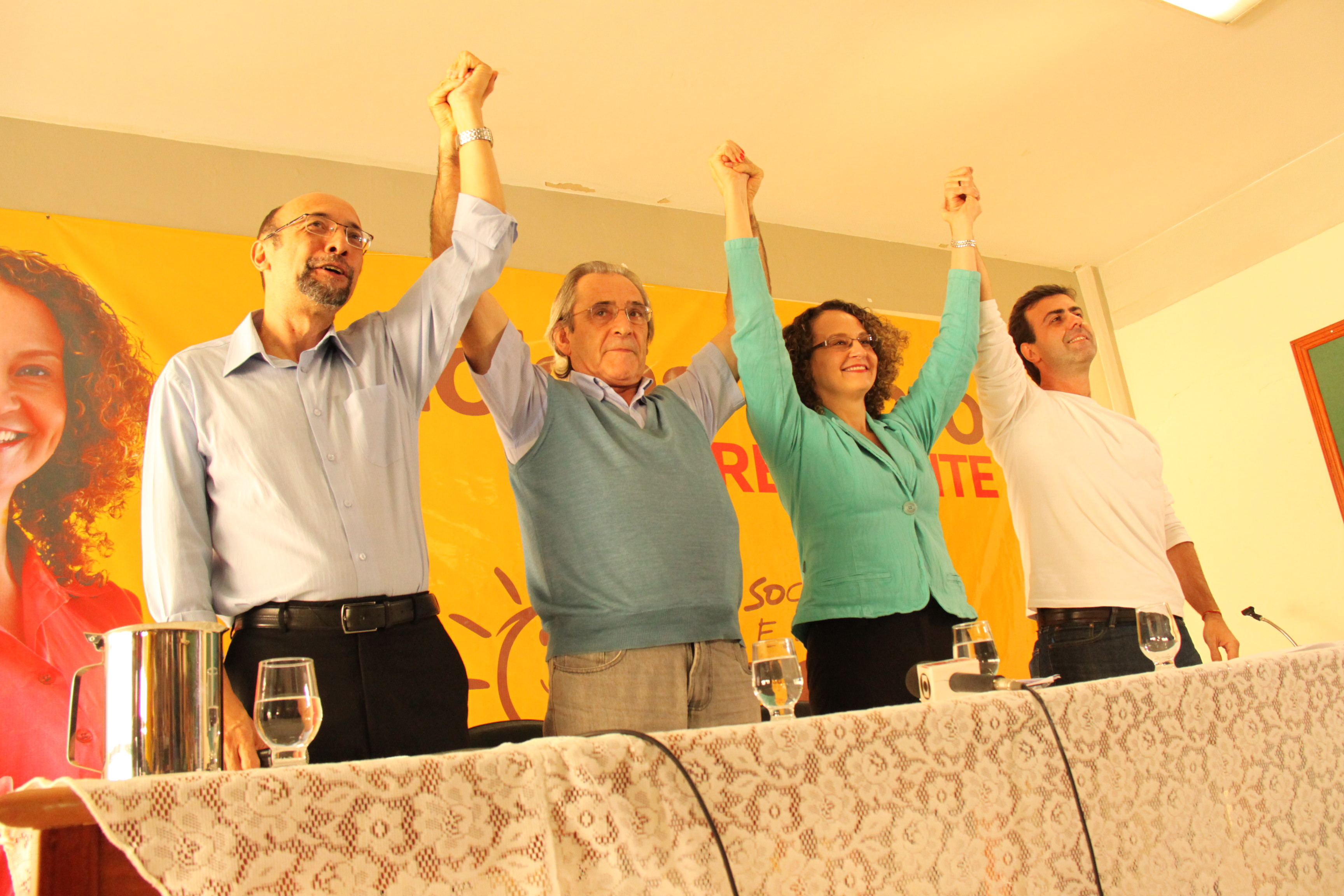
Руководство Партии социализма и свободы в 2014 году

  - Восстание (Insurgência) — Воссоединённый Четвёртый интернационал
  - Левое социалистическое движение (Movimento Esquerda Socialista) — Воссоединённый Четвёртый интернационал (наблюдатель)
  - Свобода, социализм и революция (Liberdade, Socialismo e Revolução) — Комитет за рабочий интернационал
  - Социалистическое течение трудящихся (Corrente Socialista dos Trabalhadores) — Международное рабочее единство-Четвёртый интернационал
  - Коллектив социалистического сопротивления (Coletivo Resistência Socialista) — откол от Объединённой социалистической рабочей партии
  - Коллектив 1 мая (Coletivo Primeiro de Maio)
- Социалистическое единство:
  - Народно-социалистическое действие (Ação Popular Socialista)
  - Укрепление PSOL (Fortalecer o PSOL)